# Barcarena
Barcarena es una freguesia portuguesa del municipio de Oeiras, con 9,01 km² de superficie y 11 847 habitantes (2001). Su densidad de población es de 1300,4 hab/km².

## Galería

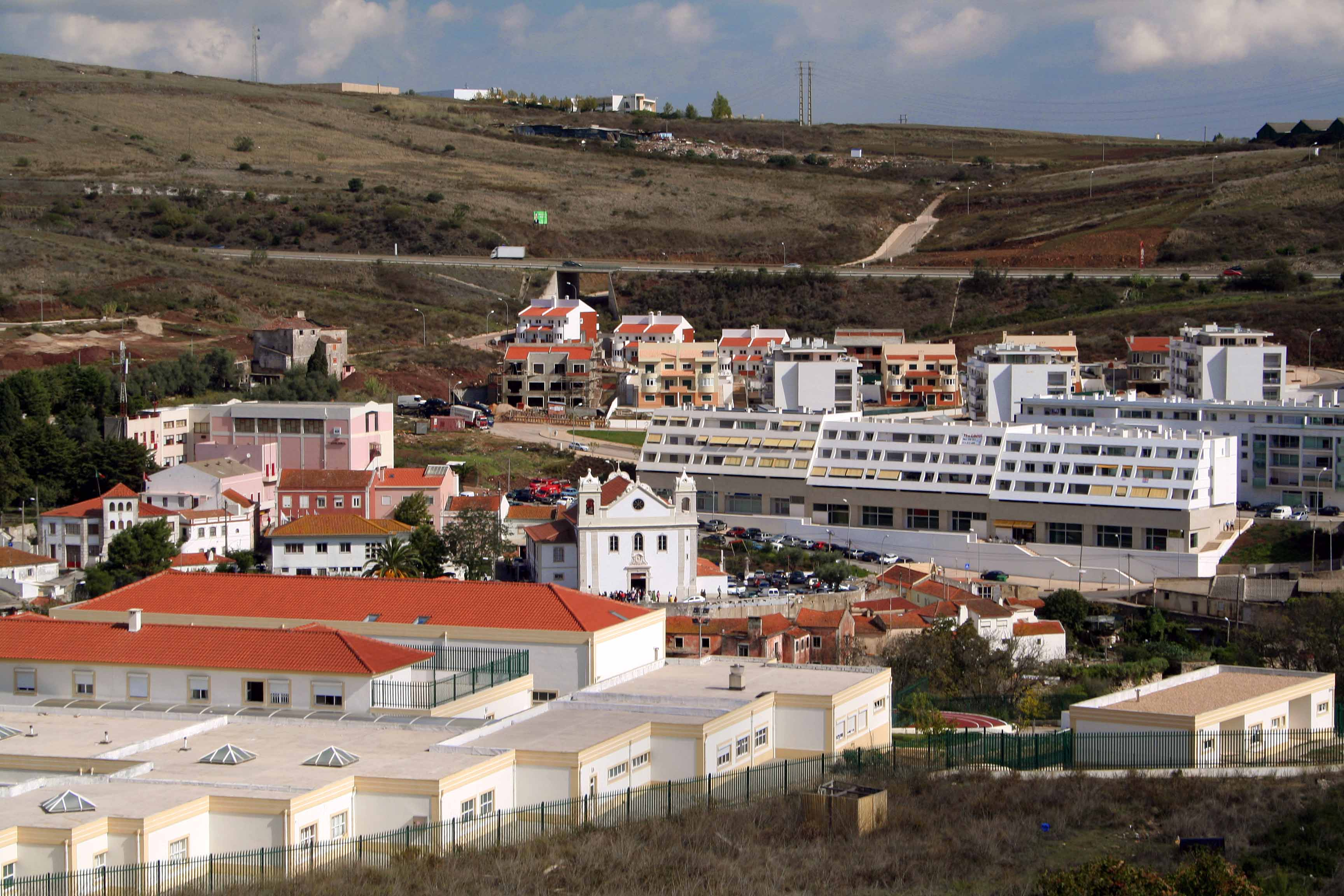
Vista general de Barcarena